# Chester (Carolina del Sud)
|  | Aquest article tracta sobre la ciutat de Carolina del Sud. Si cerqueu el comtat, vegeu «Comtat de Chester (Carolina del Sud)». |

Chester és una ciutat del comtat de Chester (Carolina del Sud). Segons el cens del 2000 tenia 6.476 habitants.

## Demografia
Segons el cens del 2000, Chester tenia 6.476 habitants, 2.465 habitatges i 1.639 famílies. La densitat de població era de 788,8 habitants/km².
Dels 2.465 habitatges en un 31,8% hi vivien nens de menys de 18 anys, en un 35,4% hi vivien parelles casades, en un 26,4% dones solteres, i en un 33,5% no eren unitats familiars. En el 29,5% dels habitatges hi vivien persones soles l'11,4% de les quals corresponia a persones de 65 anys o més que vivien soles. El nombre mitjà de persones vivint en cada habitatge era de 2,6 i el nombre mitjà de persones que vivien en cada família era de 3,24.
Per edats la població es repartia de la següent manera: un 29,3% tenia menys de 18 anys, un 9,3% entre 18 i 24, un 26,9% entre 25 i 44, un 22,5% de 45 a 60 i un 12,1% 65 anys o més.
L'edat mediana era de 34 anys. Per cada 100 dones de 18 o més anys hi havia 80,1 homes.
La renda mediana per habitatge era de 27.518 $ i la renda mediana per família de 32.973 $. Els homes tenien una renda mediana de 27.321 $ mentre que les dones 20.802 $. La renda per capita de la població era de 13.386 $. Entorn del 16,4% de les famílies i el 19,4% de la població estaven per davall del llindar de pobresa.

## Poblacions properes
El següent diagrama mostra les poblacions més properes.